# 충청남도금산교육지원청
충청남도금산교육지원청(忠淸南道錦山敎育支援廳, Geumsan Office of Education)은 충청남도 금산군을 관할하는 충청남도교육청 산하의 교육지원청이다.
교육장은 장학관으로 보한다.

## 산하 기관

### 초등학교
| - 군북초등학교 - 금산동초등학교 - 금산중앙초등학교 - 금산초등학교 - 금성초등학교 - 금계분교 | - 남이초등학교 - 남일초등학교 - 복수초등학교 - 부리초등학교 | - 상곡초등학교 - 성대초등학교 - 신대초등학교 - 용문초등학교 | - 제원초등학교 - 진산초등학교 - 추부초등학교 |

### 중학교
| - 금산동중학교 - 금산여자중학교 | - 금산중학교 - 복수중학교 | - 부리중학교 - 제원중학교 | - 진산중학교 - 추부중학교 |